# Trichoniscus racovitzai
Trichoniscus racovitzai är en kräftdjursart som beskrevs av Ionel Grigore Tabacaru 1994. Trichoniscus racovitzai ingår i släktet Trichoniscus och familjen Trichoniscidae. Inga underarter finns listade i Catalogue of Life.